# Vila (Calvos de Randín)
Vila (llamada oficialmente Santa María de Vila) es una parroquia y un lugar español del municipio de Calvos de Randín, en la provincia de Orense, Galicia.

## Organización territorial
La parroquia está formada por una entidad de población:
- Vila

## Demografía
Gráfica demográfica del lugar y parroquia de Vila según el INE español:
| Gráfica de evolución demográfica de Vila entre 2000 y 2022 |
|                                                            |
| Datos según el nomenclátor publicado por el INE.           |